# ヤン・オールト
ヤン・ヘンドリック・オールト（Jan Hendrik Oort、1900年4月28日 - 1992年11月5日）は、オランダの天文学者である。彼は、銀河の構造と力学的特性の解明、特に銀河回転の実証や、彗星の起源に関する「オールトの雲」の提唱など20世紀の天文学に多大な貢献をした。

## 生涯
ヤン・オールトは1900年4月28日、フリースラント州のフラネケルで医師の息子として生まれた。フローニンゲン大学でヤコブス・カプタインのもとで天文学を学び、1926年に高速度星に関する論文で博士号を取得した。
その後、アメリカ合衆国のイェール大学で研究を行った後、帰国してライデン大学のエイナー・ヘルツシュプルングのもとで教鞭を執り、1935年には同大学の天文学教授に就任した。1945年にはライデン天文台の台長となり、オランダ国立電波天文台長、国際天文学連合会長なども歴任している。1992年11月5日に92歳で死去した。

## 主要な業績
オールトの業績は多岐にわたるが、特に以下の2点が天文学史において重要である。

### 銀河系の構造と回転の実証
オールトの師であるカプタインは、恒星の固有運動に特定の「流れ」があることを指摘していた（二星流説）。これを発展させたのが、銀河系が回転しているとするリンドブラッドの「銀河系回転説」である。
オールトは、太陽周辺の恒星の固有運動を統計的に詳細に分析することで、この銀河系回転説を実証した。彼はまた、銀河系の中心がいて座方向にあり、その距離を約3万光年と修正した。この値は現在でも広く用いられている。
さらに、彼は1951年にライデン大学のチームを率い、水素原子が放出する21cm線の観測に成功した。これは電波天文学の発展に大きく寄与し、この観測データに基づいて、銀河系が渦巻銀河であることを明らかにした。この研究は、銀河の質量と回転速度の関係に矛盾が生じる「銀河の回転曲線問題」の早期の指摘にも繋がった。

### オールトの雲の提唱
1950年、オールトは長周期彗星の起源について画期的な仮説を提唱した。彼は、太陽から1万から10万天文単位の彼方に、彗星の「巣」ともいえる球状の領域が存在すると考え、これを「オールトの雲」と名付けた。
この雲に存在する微惑星や氷、塵などが、近傍を通る星の重力的な擾乱を受けることで、一部が太陽系の内側へ向かい、長周期彗星として観測される、と説明した。オールトの雲そのものは直接観測されたことはないが、長周期彗星の出現方向や軌道の特徴をよく説明するため、現在では広く受け入れられている仮説である。

## 受賞・栄誉
オールトは、その優れた業績に対し、数多くの賞を受賞している。
- 太平洋天文学会ブルース・メダル（1942年）
- 英国王立天文学会金賞（1946年）
- ジュール・ジャンサン賞（1947年）
- ジャンスキー賞（1967年）
- バルザン賞（1984年）
- 京都賞基礎科学部門（1987年）